# Descomposición

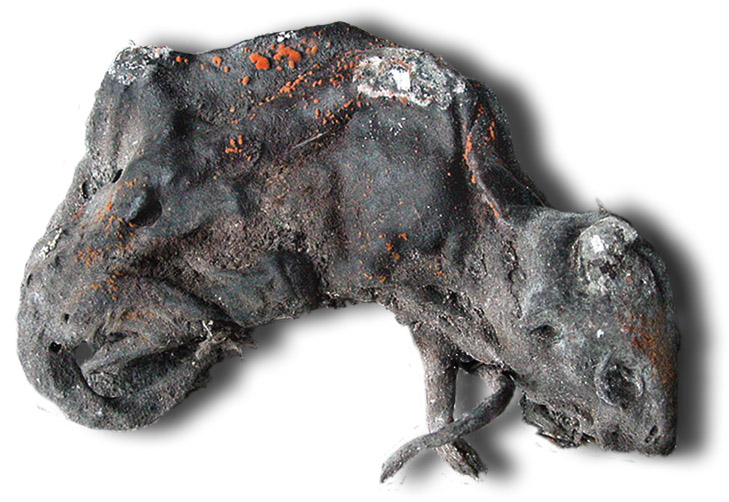
Una rata momificada.

La descomposición es un proceso común en biología y química. En biología, el término descomposición se refiere  a la reducción del cuerpo de un organismo vivo a formas más simples de materia. El proceso es esencial para reciclar materia finita que se encuentra en un bioma. Aunque no hay organismos que se descompongan de la misma manera, todos sufren las mismas etapas secuenciales de descomposición. La ciencia que estudia la descomposición es generalmente referida a la tafonomía que viene de la palabra griega taphos, que significa entierro.
Uno puede diferenciar entre descomposición abiótica y biótica (biodegradación). El primero significa «degradación de una sustancia por proceso físico o químico»; ej.: hidrólisis. El segundo significa «la ruptura metabólica de materiales en componentes simples por organismos vivos».
En química, se refiere a la ruptura de sustancias constituidas por moléculas o iones formando así otras sustancias constituidas por moléculas más pequeñas o sustancias elementales (constituida por lo tanto por un solo tipo de átomo, como por ejemplo el oxígeno) y se le denomina descomposición química. Pueden deberse a varios factores, ya sea por temperatura (termólisis), electricidad (electrólisis), radiación electromagnética (fotólisis) o la presencia de otras sustancias químicas (ácidos, oxidantes, etc.) y en algunos casos influye la presencia de un catalizador al acelerar la reacción.

## Descomposición humana

### Estados
Se describen cinco estados principales en el proceso de la descomposición: fresco, hinchado, de putrefacción activa, de putrefacción avanzada y seco o de restos. Las etapas generales de la descomposición están emparejadas con dos fases de descomposición química: autólisis y putrefacción. Estas dos fases contribuyen al proceso de descomposición química, que disgrega los principales componentes del cuerpo.

#### Fresco
Esta etapa comienza inmediatamente después de que el corazón deje de latir. Dado que la sangre ya no circula a través del cuerpo, esta se acumula en porciones, bajo la gravedad, creando una total decoloración azulina denominada livor mortis. Justo después de la muerte, entre tres a seis horas, los tejidos musculares se vuelven rígidos e incapaces de relajarse, etapa conocida como rigor mortis. Desde el momento de la muerte, el cuerpo comienza a perder calor con el medio ambiente, produciéndose un completo enfriamiento llamado algor mortis.
Una vez que el corazón se detiene, los cambios químicos ocurren dentro del cuerpo y el pH varía, provocando que las células pierdan su estructura íntegra. La pérdida de estructura celular ocasiona la liberación de enzimas celulares capaces de iniciar la decadencia de las fibras y celulares de todo el cuerpo. Este proceso es conocido como autólisis. Los cambios visibles causados por la descomposición son limitados durante la etapa fresca, aunque la autólisis quizás cause la aparición de ampollas en la piel.
El oxígeno presente dentro del cuerpo es rápidamente agotado por los organismos aeróbicos que se hallan en su interior. Esto crea un ambiente ideal para la proliferación de organismos anaeróbicos. Los organismos anaeróbicos, partiendo del tracto gastrointestinal y del sistema respiratorio, comienzan a transformar los carbohidratos, lípidos y proteínas en ácidos orgánicos (ácido propanoico, ácido láctico) y gases (metano, ácido sulfhídrico, amoníaco). El proceso de proliferación microbiana dentro de un cuerpo es referido como putrefacción y conduce al estado hinchado, segundo de la descomposición.
Las moscas azules y las moscardas de la carne son los primeros insectos carroñeros en llegar, y buscar un sitio adecuado para colocar sus huevos.

#### Hinchado
El estado hinchado proporciona el primer signo visual de que la proliferación microbiana está en marcha. En esta etapa tiene lugar el metabolismo anaeróbico, que conduce a la acumulación de gases, tales como ácido sulfhídrico, dióxido de carbono y metano. La acumulación de gases en las cavidades corporales causa la distensión del abdomen y el aspecto completamente hinchado del cadáver. Los gases también producen líquidos naturales y la licuefacción de los tejidos para convertirse en espuma. Cuando la presión de los gases dentro del cuerpo se incrementa, los fluidos son forzados a escapar desde orificios naturales, como la nariz, boca, ano y salir al medio ambiente. La creciente presión también puede causar la ruptura de la piel.
Las bacterias anaeróbicas intestinales transforman la hemoglobina en sulfohemoglobina y otros pigmentos coloridos. Los gases asociados dentro del cuerpo en ese momento animan en el transporte de sulfohemoglobina a través del cuerpo por los sistemas linfáticos y circulatorios, entregando al cuerpo una apariencia marmórea.
Si los insectos tienen acceso, las cresas entran y comienzan a comer los tejidos del cuerpo. La actividad de las cresas, normalmente alojadas en orificios naturales y masas bajo la piel, causa que la piel se desprenda y el pelo caiga. La alimentación de estas larvas, y la acumulación de gases dentro del cuerpo, conducen finalmente a la ruptura de la piel y a la subsecuente purga de fluidos al medio circundante. Las rupturas en la piel permiten el reingreso de oxígeno al cuerpo y proporcionan más zonas para el desarrollo de larvas de moscas y la actividad de microorganismos aeróbicos. La purga de gases y fluidos resulta en el fuerte y distintivo olor que se asocia a la putrefacción.

#### Putrefacción activa
La putrefacción activa está caracterizada por un período de gran pérdida de masa. Esta pérdida ocurre como resultado de la alimentación voraz de las cresas y la liberación de fluidos descompuestos en el medio ambiente. Los fluidos expelidos se acumulan alrededor del cuerpo y crean una «isla de descomposición cadavérica». La licuefacción de los tejidos y la desintegración se hace visible durante este momento y persiste el fuerte hedor. El fin de la putrefacción activa se señala por la migración de las larvas fuera del cadáver para pupar.

#### Putrefacción avanzada
La descomposición es, en gran parte, impedida durante la putrefacción avanzada debido a la pérdida de material cadavérico disponible. La actividad de insectos también es reducida durante esta etapa. Cuando el cadáver está localizado en el suelo, el área circundante muestra una clara presencia de vegetación muerta. La «isla de descomposición cadavérica» rodea el cadáver provocando el incremento de carbono y nutrientes en el suelo, como fósforo, potasio, calcio y magnesio, cambios en el pH, y un significante incremento en el nitrógeno del suelo.

#### Seco o de restos
Durante el estado seco o de restos, pueden resurgir plantas alrededor de la isla de descomposición cadavérica, lo que es un signo de que los nutrientes presentes en el suelo circundante todavía no han retornado a sus niveles normales. Todos los restos del cadáver en esta etapa son piel seca, cartílago y huesos, los cuales se secarán y perderán color si se exponen a los elementos. Si todos los tejidos blandos han desaparecido del cuerpo se describirá como completamente esqueletizado, pero si solamente queda expuesta una parte de los huesos se describirá como parcialmente esqueletizado.

### Factores

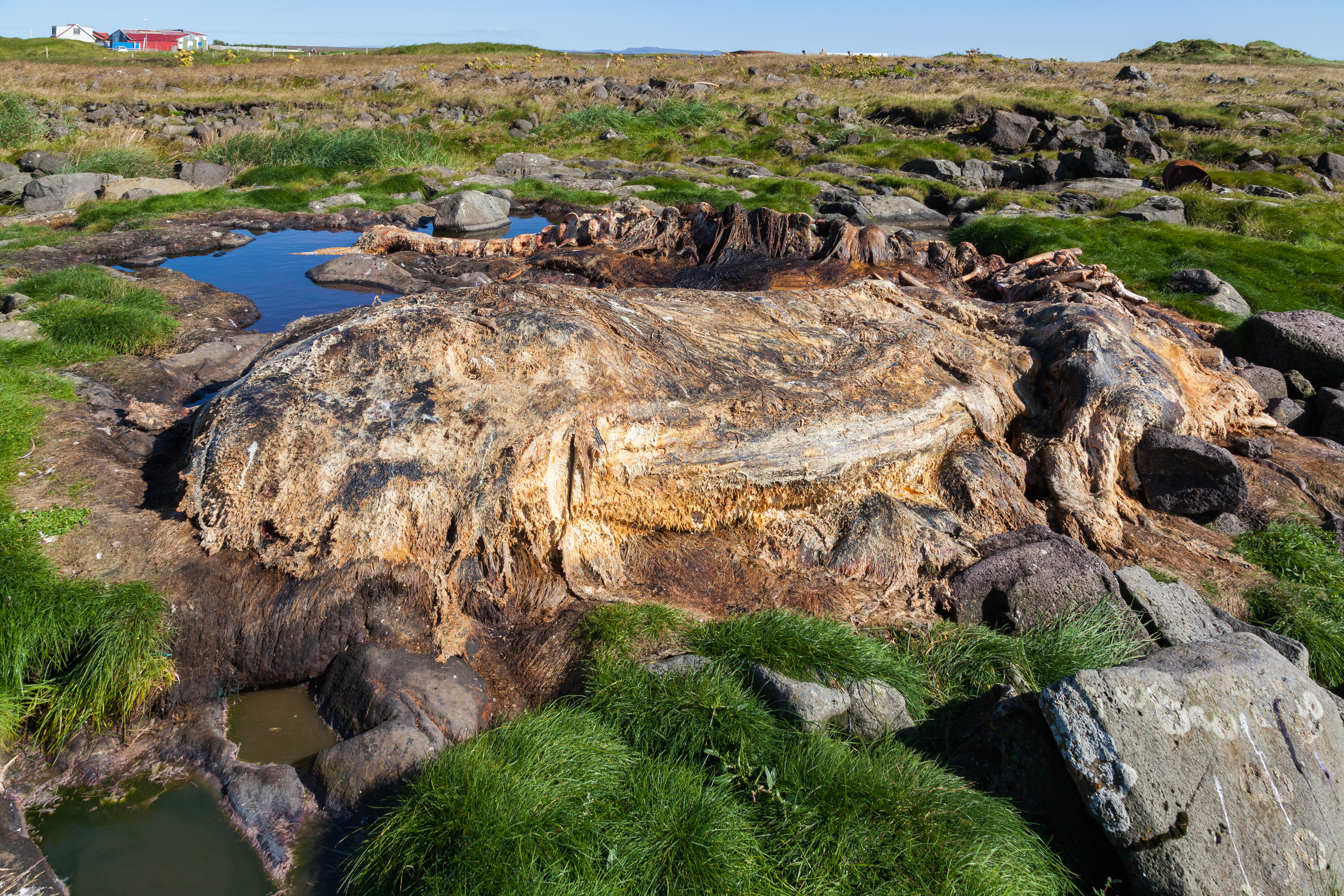
Ballena en estado avanzado de descomposición.

La forma y el ritmo en que el cuerpo de un humano que se descompone es fuertemente afectado por algunos factores. En una escala descendente de importancia, estos factores incluyen:
- Temperatura
- La disposición de oxígeno
- Previo embalsamamiento
- Causa de la muerte
- Acceso de insectos
- Entierro y profundidad del entierro
- Acceso de carroñeros
- Traumatismos
- Humedad
- Lluvias
- Tamaño y peso del cuerpo
- Vestimenta
- La superficie sobre la cual yace el cuerpo

La velocidad a la cual ocurre la descomposición varía enormemente. Factores como la temperatura, la humedad, y la estación del año en que ocurre la muerte determinan cómo de rápido un cuerpo fresco se descompone o se momifica. Una guía básica para el efecto del medio ambiente en la descomposición se da como la Ley de Casper: cuando hay libre acceso de oxígeno, el cuerpo se descompone al doble de velocidad que cuando es sumergido en agua, y ocho veces más rápido que enterrado en tierra, una proporción de 1:2:8 para aire, agua y bajo presión de tierra, respectivamente.
La variable más importante es la accesibilidad del cuerpo a los insectos, particularmente moscas. En la superficie en áreas tropicales, los invertebrados solos pueden reducir fácilmente un cuerpo completamente carnoso a huesos limpios en aproximadamente dos semanas. El esqueleto como tal no es permanente; los ácidos presentes en la tierra pueden reducirlo al punto de hacerlo irreconocible; esta es una explicación dada para la ausencia de restos humanos encontrados en el Titanic, incluso en partes del barco consideradas inaccesibles para los carroñeros. El hueso recientemente reducido es usualmente denominado hueso "verde" y tiene un característico aspecto grasiento. Bajo ciertas condiciones (normalmente suelo frío y húmedo) los cuerpos pueden experimentar saponificación y desarrollar una sustancia cerosa llamada adipocera, causada por la acción de las sustancias químicas del suelo en las proteínas y grasas del cuerpo. La formación de adipocera retrasa la descomposición inhibiendo la bacteria que causa la putrefacción.
En condiciones extremas de sequía o frío, el proceso normal de descomposición es detenido, a causa de la falta de control de la humedad o bien la temperatura en la acción bacterial y enzimática, provocando la preservación del cuerpo como una momia. Las momias congeladas comúnmente recomienzan el proceso de descomposición cuando se descongelan, mientras las momias disecadas al calor se mantienen así a menos que sean expuestas a humedad.
Los cuerpos de recién nacidos que jamás ingirieron alimento conforman una importante excepción al proceso de descomposición normal. Estos carecen de flora bacteriana interna que genere gran parte de la descomposición y normalmente se momifican si son mantenidos en condiciones moderadamente secas.

### Autólisis cadavérica
La autólisis cadavérica consiste en la digestión de los tejidos causada por la liberación de fermentos después de la muerte.
En general los tejidos altamente diferenciados (ej: las células ganglionares del sistema nervioso y del epitelio glandular) experimentan la autólisis con mayor rapidez que las estructuras conjuntivas o de soporte.
En la autólisis cadavérica no se registra respuesta celular inflamatoria. todo lo contrario de la que puede observarse en los tejidos necróticos.

## Descomposición animal

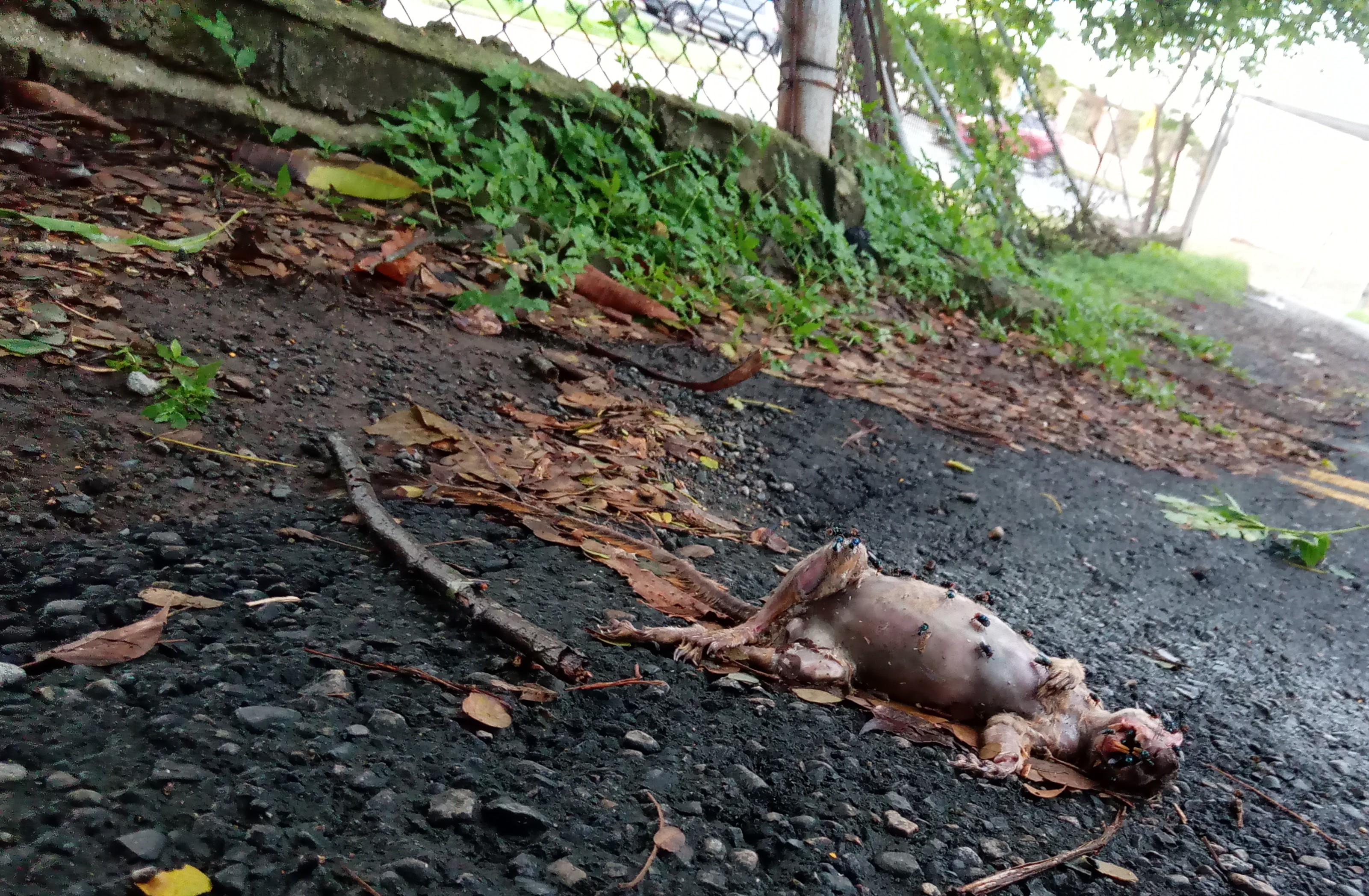
Un grupo de moscas alimentándose del cuerpo en una ardilla en descomposición.

La descomposición animal es similar a la humana, sin embargo, debido al gran abanico de especies, cada uno de ellos sufre una descomposición distintiva sujeta a la estructura orgánica, composición, tamaño, etc. que los caracterizan. Esto se suma a la función de cadena alimenticia, por la cual los animales muertos son accesibles en su hábitat natural a descomponedores y depredadores errantes.
La descomposición empieza en el momento de la muerte, causada por dos factores: autólisis, la ruptura de los tejidos de las propias enzimas y químicos del cuerpo, y la putrefacción, la ruptura de los tejidos por bacterias. Esta descomposición se puede simplificar en dos partes: la primera es la producción de gases, y la segunda es la formación de fluidos y la descomposición del animal muerto. Estos procesos liberan gases que son las principales fuentes del característico hedor de los cadáveres. Estos gases inflaman el cuerpo.
Históricamente, el proceso de descomposición de un organismo vivo ha sido descrito como parte de cuatro etapas: autólisis, putrefacción, decaimiento y secado (diagénesis).
La mayoría de los descomponedores son las bacterias y hongos, aunque los carroñeros también juegan un papel importante en la descomposición si el cuerpo es accesible a los insectos y otros animales. Los insectos más importantes que suelen estar implicados en el proceso incluyen moscas Sarcophagidae y Calliphoridae. Carroñeros más grandes, incluyendo coyotes, perros, lobos, zorros, ratas y ratones pueden comerse el cuerpo si les resulta accesible. Algunos de estos animales incluso remueven y dispersan los huesos. 
El acceso de los carroñeros y de la fauna sarcosaprófaga al cadáver influyen, en gran medida, en la velocidad de descomposición. Cuando existen barreras físicas (e.g. cadáveres sumergidos, enterrados o confinados), la descomposición puede ralentizarse considerablemente. No obstante, en el caso particular de los cadáveres sumergidos se puede observar la colonización de los restos por formas inmaduras de insectos que requieren el medio acuático para completar su ciclo vital (e.g. Chironomidae).

## Descomposición vegetal

Durazno en descomposición.

La descomposición de una planta ocurre en diferentes etapas. Comienza con la pérdida de agua; la mayor cantidad de carbono soluble es liberada en este proceso. Otro primer proceso es la ruptura física o la fragmentación del material vegetal en pequeños restos que han sido removidos de la superficie de ella por la colonización microbiana. En plantas muertas más pequeñas, este proceso es generalmente realizado por la fauna invertebrada del suelo, mientras que grandes plantas, son principalmente vidas parasitarias como insectos y hongos cumpliendo la mayor función de ruptura y no están asistidos por numerosas especies de detritívoros. Seguido a este, los restos de la planta (consistente en celulosa, hemicelulosa, productos microbianos y lignina) están sometidos por microbios. Diferentes tipos de componentes se descomponen en las diferentes áreas. Esto depende en su estructura química. Por ejemplo, la lignina es un componente de la madera, que es relativamente resistente para la descomposición y puede de hecho estar solamente descompuesto por ciertos hongos, tales como el hongo de putrefacción negra. La lignina es una de los productos restantes de la descomposición de las plantas con una estructura química muy compleja provocando que la ruptura microbiana se retarde. El calor determina la rapidez de la putrefacción de la planta, con un incremento considerable de la descomposición; por ejemplo, una planta en un ambiente caluroso se descompondría en un corto período de tiempo. En los ecosistemas de praderas, los daños naturales desde el fuego, insectos que se alimentan de materia descompuesta, termitas, mamíferos de pasto y el movimiento físico de los animales a través del pasto son los principales agentes de ruptura y el ciclo de nutrientes del suelo, mientras las bacteria y los hongos juegan un papel importante en descomposición adicional.
El compost es el humus obtenido de manera artificial por descomposición bioquímica (fermentación) de residuos orgánicos como restos vegetales, animales, excrementos y purines.
El compost se usa en agricultura y jardinería como enmienda para el suelo (ver abono), aunque también se usa en paisajismo, control de la erosión, recubrimientos y recuperación de suelos.
Lo estudió el químico alemán Justus von Liebig.

## Retardo de descomposición

### Embalsamamiento
El embalsamamiento es una técnica empleada para conservar temporalmente cadáveres humanos o de animales, y retardar la descomposición de los restos. Este proceso retarda en cierta medida la descomposición, pero no indefinidamente. Los embalsamadores generalmente prestan suma atención a las partes del cuerpo visibles durante el velatorio, tales como la cara y las manos. Los productos químicos utilizados al embalsamar repelen la mayoría de los insectos, y disminuyen la velocidad de la putrefacción bacterial "fijando" proteínas celulares, es decir, que no pueden actuar como nutrientes para las bacterias, y matando a las bacterias mismas.
Fue una práctica utilizada en el Antiguo Egipto. Otro caso sería el cuerpo de Lenin, quien fue embalsamado y conservado en una urna especial por décadas, preservado casi perfectamente. 
El tiempo que tarda un cuerpo en reducirse a un esqueleto varía mucho. Incluso cuando un cuerpo es descompuesto, el tratamiento de embalsamamiento aún se puede realizar (el sistema arterial se deteriora más lentamente), pero no puede restaurar una apariencia natural sin realizarse una reconstrucción extensiva y trabajo de cosmética, y es muy usado para controlar los desagradables olores causados por la descomposición.

### Momificación
En un ambiente suficientemente seco, un cuerpo puede terminar "naturalmente" momificado y no es extraño que los cuerpos depositados en bóvedas secas permanezcan preservados por décadas. Los cuerpos sumergidos en ciénagas de turba se momifican naturalmente, deteniendo la descomposición y resultando en un espécimen preservado conocido como "cuerpo de pantano".